# Parafia św. Andrzeja Apostoła w Rawiczu-Sarnowej
Parafia pw. Świętego Andrzeja Apostoła w Rawiczu-Sarnowej – rzymskokatolicka parafia w Rawiczu, należąca do dekanatu rawickiego archidiecezji poznańskiej.  

## Historia parafii
Parafia została utworzona w 1421. Obejmuje wschodnią część miasta – Sarnowę. Kościół parafialny barokowy zbudowany 1718, wieża z 1769, otoczony murem z barokową bramą z 1741.

## Wspólnoty parafialne
- Rada Ekonomiczna i  Duszpasterska
- Akcja Katolicka
- Bierzmowani
- Caritas Parafialny
- Chór Parafialny
- Dzieci I - komunijne
- Jasnogórska Rodzina  Różańcowa
- Ministranci
- Żywy Różaniec[2]